# جاي آش
جاي آش هو لاعب كرة سلة وسياسي أمريكي، ولد في 1959 في تشيلسي في الولايات المتحدة. نشط حزبياً في الحزب الديمقراطي.